# Bồ nông Peru
Bồ nông Peru (danh pháp khoa học: Pelecanus thagus) là một loài bồ nông. Nó sinh sống ở bờ biển tây của Nam Mỹ, từ đảo Lobos de Tierra ở Peru đến đảo Pupuya ở Chile.
Loài chim này có màu tối với một sọc trắng từ đầu của mỏ lên chóp đầu và xuống hai bên cổ. Chúng có trọng lượng trung bình 15,4 lb (7 kg), chiều dài tổng thể khoảng 5 ft (1,5 m).
Mùa sinh sản chính diễn ra từ tháng 9-tháng 3. Mỗi con mái đẻ hai hoặc ba quả trứng. Trứng được ấp trong khoảng 4 đến 5 tuần, với thời gian nuôi chim non kéo dài khoảng 3 tháng.
Con chim này ăn một số loài cá. Nó bắt mồi bằng cách lao xuống nước lặn khi bay, như bồ nông nâu.
Tình trạng của nó lần đầu tiên được đánh giá trong sách đỏ IUCN năm 2008, được liệt kê vào nhóm gần bị đe dọa.